# 斯托日采體育館
斯托日采體育館 是位於斯洛維尼亞盧比安納的綜合室內體育館。體育館由斯洛維尼亞建築師 Sadar Vuga d.o.o.設計，為斯洛維尼亞最大的室內體育館。體育館是斯托日采體育公園體育園區的一部分。

## 外部連結
- Open day 30 June 2009